# The Human Equation
The Human Equation es el sexto álbum del proyecto de metal progresivo ideado por el neerlandés Arjen Lucassen: Ayreon, publicado el 25 de mayo de 2004 a través de InsideOut Music. Como en otros álbumes de Ayreon, The Human Equation es un álbum conceptual en el que aparecen como invitados varios músicos que interpretan fragmentos compuestos por Arjen Lucassen, líder de la banda. En esta entrega se contó con músicos como James LaBrie (Dream Theater), Mikael Åkerfeldt (Opeth), Eric Clayton (Saviour Machine) o Devin Townsend (Strapping Young Lad).

## Concepto
El álbum explora la idea del renacimiento psicológico, siguiendo la historia de un hombre que, tras quedar en coma en un accidente de tráfico, se enfrenta a su pasado, sus emociones y su situación actual mientras está encerrado en su propia mente. Las circunstancias del accidente son misteriosas, ya que el hombre ("Yo", interpretado por James LaBrie) choca contra un árbol en una carretera desierta a plena luz del día. Después de esto, cae en un coma de veinte días descritos en veinte canciones, durante el cual se manifiestan las emociones en su mundo de letargo (incluyendo el Miedo, caracterizado por Mikael Åkerfeldt, la Razón, representada por Eric Clayton, y el Orgullo, encarnado en Magnus Ekwall), y las situaciones pasadas que Yo es forzado a revivir, mientras está acompañado por su mujer (Marcela Bovio) y su mejor amigo (Arjen Lucassen).
La historia va desde el comienzo del coma hasta el renacimiento de Yo como un hombre nuevo y mejor. En su oscuro pasado, Yo sufrió a causa de un padre maltratador (Mike Baker) y del acoso de sus compañeros de colegio, y finalmente acaba traicionando a su amigo más cercano para sus propios fines. La historia de su pasado está mezclada con la de su mujer y su mejor amigo: Yo había visto a su mujer mientras ella le era infiel con su mejor amigo y había estrellado su coche contra un árbol presa de la desesperación. Finalmente, los tres hacen las paces, guiando a Yo a desterrar sus emociones negativas y escapar de su prisión.
La historia finaliza con un giro radical de ciencia ficción en contraste con el drama del álbum, pero con reminiscencias de los anteriores trabajos de Ayreon. La canción final se corta repentinamente en su clímax y una voz informatizada informa del cierre del Secuenciador de Sueños (nombrado varias veces en anteriores entregas de Ayreon), relacionando a The Human Equation con la historia global que comenzó con Into the Electric Castle.
El diálogo final dice así: "The Human Equation program aborted, have a nice day! - //Dream Sequencer System Offline// - Emotions... I Remember." 
Se entiende que "La Ecuación Humana" fue simplemente un experimento creado por un ser perteneciente a la raza "Forever", por dicha razón el álbum termina de la manera que se presenta en la última canción "Day 20: Confrontation"

## Lista de canciones

### Disco 1
1. "Day One: Vigil" ( Lucassen) - 1:33
2. "Day Two: Isolation" (Lucassen) - 8:42
3. "Day Three: Pain" (Lucassen - Devin Townsend) - 4:58
4. "Day Four: Mystery" (Lucassen) - 5:37
5. "Day Five: Voices" (Lucassen) - 7:09
6. "Day Six: Childhood" (Lucassen) - 5:05
7. "Day Seven: Hope" (Lucassen) - 2:47
8. "Day Eight: School" (Lucassen - Devin Townsend) - 4:22
9. "Day Nine: Playground" (Lucassen) - 2:15
10. "Day Ten: Memories" (Lucassen) - 3:57
11. "Day Eleven: Love" (Lucassen) - 4:18

### Disco 2
1. "Day Twelve: Trauma" (Lucassen) - 9:54
2. "Day Thirteen: Sign" (Lucassen - Heather Findlay) - 4:47
3. "Day Fourteen: Pride" (Lucassen) - 4:42
4. "Day Fifteen: Betrayal" (Lucassen) - 5:24
5. "Day Sixteen: Loser" (Lucassen - Devin Townsend) - 4:46
6. "Day Seventeen: Accident?" (Lucassen - Devon Graves) - 5:42
7. "Day Eighteen: Realization" (Lucassen) - 4:31
8. "Day Nineteen: Disclosure" (Lucassen) - 4:42
9. "Day Twenty: Confrontation" (Lucassen) - 7:03

## Formación
- James LaBrie (Dream Theater) como Yo
- Mikael Åkerfeldt (Opeth, Bloodbath) como Miedo
- Eric Clayton (Saviour Machine) como Razón
- Heather Findlay (Mostly Autumn) como Amor
- Irene Jansen (ex-Karma) como Pasión
- Magnus Ekwall (The Quill) como Orgullo
- Devon Graves (Dead Soul Tribe/ex-Psychotic Waltz) como Agonía
- Marcela Bovio (Elfonía, Stream of Passion) como Esposa
- Mike Baker (Shadow Gallery) como Padre
- Arjen Lucassen (Ayreon/Stream of Passion/Ambeon/Star One) como Mejor Amigo
- Devin Townsend (ex-Strapping Young Lad/ex-The Devin Townsend Band) como Ira
- Peter Daltrey como Forever (Cameo no acreditado)

### Instrumentos
- Arjen Lucassen - todas las guitarras, bajos, mandolina, lap steel guitar, teclados, sintetizadores, órgano Hammond
- Ed Warby (Gorefest) - batería y percusión

### Instrumentos acústicos
- Robert Baba - violines
- Marieke van den Broek - violonchelos
- John McManus (Celtus, Mama's Boys)- flauta baja en los Días 13, 16 y 18, y silbato en el Día 18
- Jeroen Goossens - flauta en los Días 3, 5, 9, 14 y 18, flauta alta en el Día 2, flauta baja en los Días 5 y 14, flauta de pan en el Día 6, contrapunto y grabadora de tiple en el Día 13, didgeridoo en el Día 16, fagot en el Día 18

### Teclados adicionales y solos
- Joost van den Broek (After Forever) - solo de sintetizador en el Día 2, espineta en el Día 13
- Martin Orford (IQ, Jadis) - solo de sintetizador en el Día 15
- Ken Hensley (Uriah Heep) - solo de órgano Hammond en el Día 16
- Oliver Wakeman - solo de sintetizador en el Día 17

- Datos: Q927315